# Hanna Klimpe

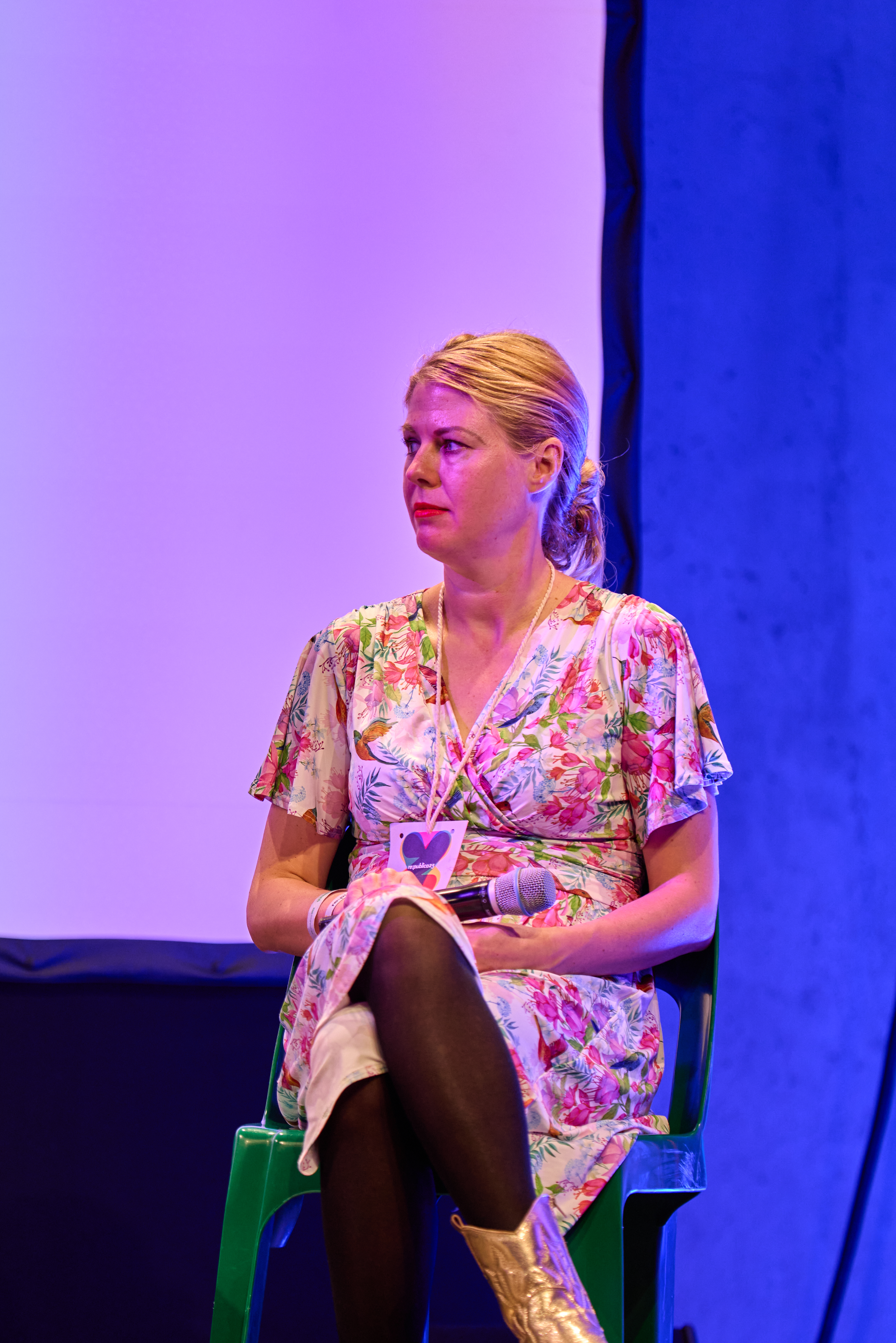
Hanna Klimpe, 2025

Hanna Klimpe (* 1984 in Oberhausen) ist eine deutsche Kommunikationswissenschaftlerin und Professorin für Social Media.

## Leben
Hanna Klimpe studierte Französisch, Philosophie, Journalistik und Kommunikationswissenschaft an den Universitäten Hamburg und Bordeaux. Sie promovierte zweisprachig über Theater als Modell für Spielräume der Handlungsfreiheit am Institut für Romanistik der Universität Hamburg und der UFR des Sciences Sociales der Université Paris VII. Danach baute Klimpe an der Hochschule für Angewandte Wissenschaften Hamburg den Masterstudiengang „Digitale Kommunikation“ auf. Sie ist zudem seit 1999 als Digitalberaterin und Social-Media-Strategin u. a. für C.H. Beck, Theater der Welt, Kampnagel Kulturfabrik, Abgeordnetenwatch.de und den Hamburger Senat tätig. Klimpe war Pressesprecherin und Digitalreferentin des Thalia Theaters Hamburg und schreibt seit 2005 als Journalistin u. a. für die tageszeitung, Financial Times Deutschland, Vogue.de und Courrier International. Seit 2019 ist sie Professorin für Social Media an der Hochschule für Angewandte Wissenschaften Hamburg. Klimpe beschäftigt sich in ihrer Forschung schwerpunktmäßig mit politischen Kommunikations- und Narrationsdynamiken, digitaler Selbstinszenierung, der Verschränkung von künstlerischem Ausdruck und politischem Handeln auf Social Media sowie einer kritischen Betrachtung der Potenziale von Online-Aktivismus.

## Veröffentlichungen
- Politische Alltagspraktiken auf TikTok zwischen theatraler Ästhetik und Zensur durch Algorithmen. Tagungsband "Von Menschen und Maschinen" der FernUniversität in Hagen und der Emmy Noether-Forschungsgruppe (DFG), Hagen 2022
- De la scandalisation à la normalisation d’un stigmate : la représentation du sang menstruel de l’art féministe des années 1970 à Instagram (Von der Skandalisierung zur Normalisierung: Die Darstellung von Menstruationsblut in der feministischen Kunst der 1970er Jahre und auf Instagram), Paris 2022.
- Eine Pragmatik der Handlungsfreiheit: Theatrales Handeln als Möglichkeit und Wirklichkeit bei Stendhal, Gide und Sartre, Würzburg 2016.